# ヨシュカ・フィッシャー

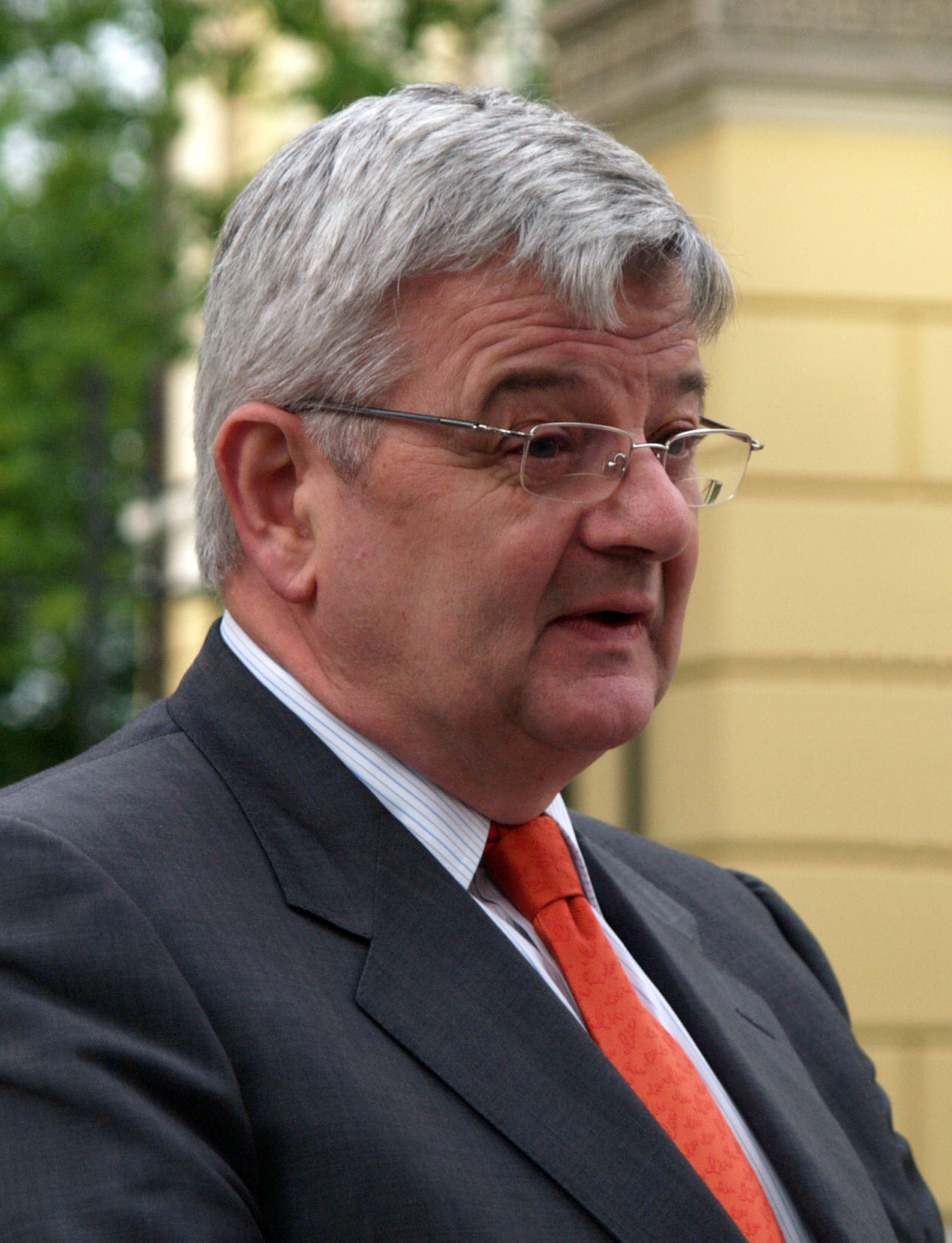
ヨシュカ・フィッシャー（2006年5月）

ヨシュカ・フィッシャー（Joschka Fischer, 本名：ヨーゼフ・マルティン・フィッシャー／Joseph Martin Fischer, 1948年4月12日 - ）は、ドイツの政治家。同盟90/緑の党所属。元副首相兼連邦外務大臣。

## 来歴

### 左翼活動家
ヴュルテンベルク＝バーデン州（現バーデン＝ヴュルテンベルク州）ゲーラブロンに肉屋の三男として生まれる。両親はハンガリーに住んでいたドイツ系住民で、第二次世界大戦後の1946年にハンガリー政府に追放されて米軍占領地域に移住してきた。彼の本名はヨーゼフであるが、ヨーゼフのハンガリー語での愛称ヨーシュカ (Jóska [ˈjoːʃkɒ]) をドイツ語風に表記した Joschka を通名にしている。少年時代は教会で侍者をしていた。1965年、17歳の時にギムナジウムを中退して写真家の修業をしたが、すぐにやめた。その後しばらく玩具のセールスマンとなる。

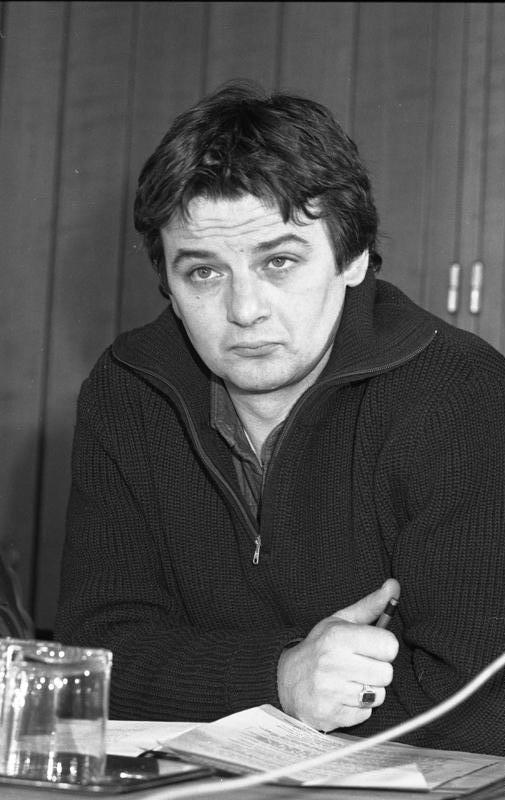
フィッシャー（1983年の連邦議会選挙時）

連邦共和国に対する激しい異議申し立てで知られる、いわゆる「68年世代」の一人である。1967年にフランクフルト・アム・マインで学生運動に投じ、左翼系出版社でアルバイトを始めた。同時にフランクフルト大学で左派の学生に人気が高かったテオドール・アドルノ、ユルゲン・ハーバーマスらの授業に潜り込んで聴講し、カール・マルクス、毛沢東、ゲオルク・ヴィルヘルム・フリードリヒ・ヘーゲルなどの著作を読みふけった。
1975年まで左翼過激派団体「革命闘争」のメンバーであり、警官隊との衝突に参加。火炎瓶も用いたこの団体との衝突で警官十数名が重傷を負った。フィッシャーが警官隊に立ち向かっている姿が映っている写真がのち2001年にマスコミに暴露されたが、フィッシャーはこの経歴を否定せずに謝罪した。この頃の友人にダニエル・コーン＝ベンディットがおり、ルームメイトでもあった。1969年にはパレスチナ解放機構の会合のためアルジェに赴く。1971年にはリュッセルスハイムにあるオペル工場に就職し、内部から革命運動を組織しようと試みたが、半年後に解雇された。
1976年3月14日、活動家ウルリケ・マインホフの死に抗議するデモに参加し、このデモで警官2名が火炎瓶で重傷を負った事件との関連で逮捕されたが、2日後に釈放される。翌1977年も「ドイツの秋」と呼ばれる左翼過激派によるテロ事件（要人誘拐・殺害やハイジャック）が頻発したが、フィッシャーはこの頃に過激派活動に疑問を感じ、活動から離れた。1981年にヘッセン州経済大臣射殺事件が発生した際、その犯行に使われた武器が1973年にアメリカ軍基地から盗まれ、フィッシャー所有の車で運ばれたものであると判明した。フィッシャーはこれについて、この車は知り合いに譲ったもので、後になって武器輸送に使われたと知ったと説明している。
この間フィッシャーはさまざまな仕事を転々とした。1976年に運転免許を取得して1981年までタクシーの運転手をしており、また書店の店番やポルノの翻訳で生計を立てていたこともある。1983年には俳優としてテレビドラマに出演、1986年には映画にも出演したが、いずれも実体験のあるフランクフルトのタクシー運転手という役回りだった。

### 政治家として
現実の政治に目覚めたフィッシャーは1981年、コーン＝ベンディットらと小政党を旗揚げするが、翌年緑の党に合流。ヘッセン州の緑の党は彼が主導する現実派と、エコロジー原理主義派の対立が起きた。主導権を握ったフィッシャーは1983年のドイツ連邦議会選挙の候補に選出され、当選を果たした。連邦議会に初めて議席を獲得した緑の党の連邦議会幹事会の一員となる。当時緑の党は議員の椅子を党員の持ち回り制にしていたため、フィッシャーは1985年に議員を辞す。

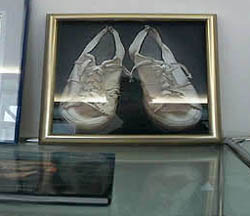
外務大臣執務室に飾られていた、フィッシャーが1985年の就任宣誓式で履いていたスニーカーの写真

1985年、ヘッセン州では社会民主党と緑の党の連立政権（両党のシンボルカラーから「赤緑連立」と通称される）が成立、フィッシャーは緑の党初の大臣として州内閣の環境・エネルギー相に就任した。宣誓式に粗末なジャケットとスニーカー姿で登場して宣誓を行い、「スニーカー大臣」と話題になった。1987年、ハーナウに建設予定の原子力発電所をめぐり両党は対立、フィッシャーら緑の党の大臣は更迭された。間もなく行われた州議会選挙にフィッシャーは当選し、緑の党の州議会幹事長に就任。1991年の州議会選挙で再び「赤緑連立」政権が誕生、フィッシャーは再度州内閣の環境大臣に就任した。この頃の功績として、化石産地として有名なメッセル（1995年、世界遺産に登録）をゴミ埋立地としての利用から守ったことが挙げられる。
1994年10月に行われた連邦議会選挙には、ヘッセンでの役職をすべて辞して出馬し当選。フィッシャーは同盟90/緑の党の代表である「共同議長」及び党スポークスマンに就任し、1998年10月まで務めた。1995年にボスニア紛争への対応をめぐって党内に対立が起きると、フィッシャーは厳密な平和主義から距離を置き、党をより現実的な方向に傾けることに成功した。また市場主義経済をめぐる党内対立でも、彼の主導でより現実主義に傾いた。

### 副首相兼外相

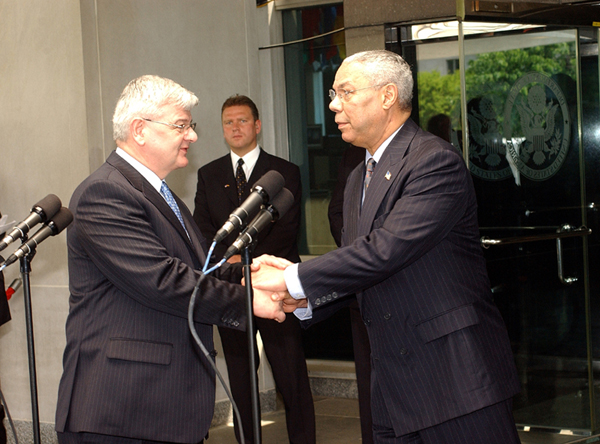
アメリカのコリン・パウエル国務長官（右）とともに

1998年9月、16年もの間政権の座にあったキリスト教民主同盟とキリスト教社会同盟が連邦議会選挙に敗れると、47議席を獲得した同盟90/緑の党と第一党に躍進した社会民主党との「赤緑連立」政権が成立した。10月27日、社民党のゲアハルト・シュレーダーが首相に就き、フィッシャーは内閣ナンバー2の副首相兼外相に就任する。
1999年のコソボ紛争の時には同盟90/緑の党が党内で人道的介入に対する賛成派と反対派で分裂する中、折しも持ち回り順で欧州連合理事会議長でもあったフィッシャーは、NATO軍によるコソボ空爆を支持した。この紛争はドイツにとって戦後初の軍隊の海外派遣であったが、フィッシャーはセルビア当局の行いをナチス・ドイツのホロコーストになぞらえて介入の必要性を訴えた。海外派兵やこの比喩の是非をめぐり激しい議論が起こり、ベルリン高等行政裁判所はこの比喩を禁ずる判決さえ下している。実際のところ、フィッシャーやルドルフ・シャーピング国防相の主張に反し、コソボに強制収容所は存在しなかった。この年5月の党大会でフィッシャーは彼を戦争犯罪人呼ばわりする反戦主義者に手荒く迎えられ、そのうちの一人に赤い塗料（血の色）の入ったカラーボールを投げつけられ、鼓膜を破るけがを負った。
外務大臣として、フィッシャーは常にこうした問題を突きつけられた。彼は1995年に連邦議会での質疑でロシアのチェチェン侵攻を「核保有国による小さな民族に対する虐殺」と糾弾したのだが、外相在任中の2000年にはチェチェン問題に関し「ロシアを孤立させてはならない」と発言して激しく非難された。2001年には党内に反対の声があったにもかかわらず、米国によるアフガニスタン戦争を支持した。しかし彼の個人的人気も手伝って同盟90/緑の党への支持は堅調であり、2002年の連邦議会選挙では議席増に成功した。この選挙の争点の一つにもなったイラク戦争の開戦前には、盟友のフランスと歩調を合わせ、開戦反対を訴えた。
2005年初め、いわゆる「ヴィザ・スキャンダル」が発覚した。これはウクライナなど東欧にあるドイツの在外公館に、移動の自由の尊重などを理由にヴィザ発給条件を緩和するよう政府・外務省から法的根拠を欠く政治的圧力がかけられたが、その結果それを悪用した犯罪組織による人身売買を助長した、というものである。野党の主張で議会に調査委員会が設置され、フィッシャーは外務大臣としてテレビカメラの前で証人喚問された。フィッシャーは政治的責任を負うと表明したものの自らの辞任を否定した。フィッシャー人気の低下は否定できなかった。

### 政界引退

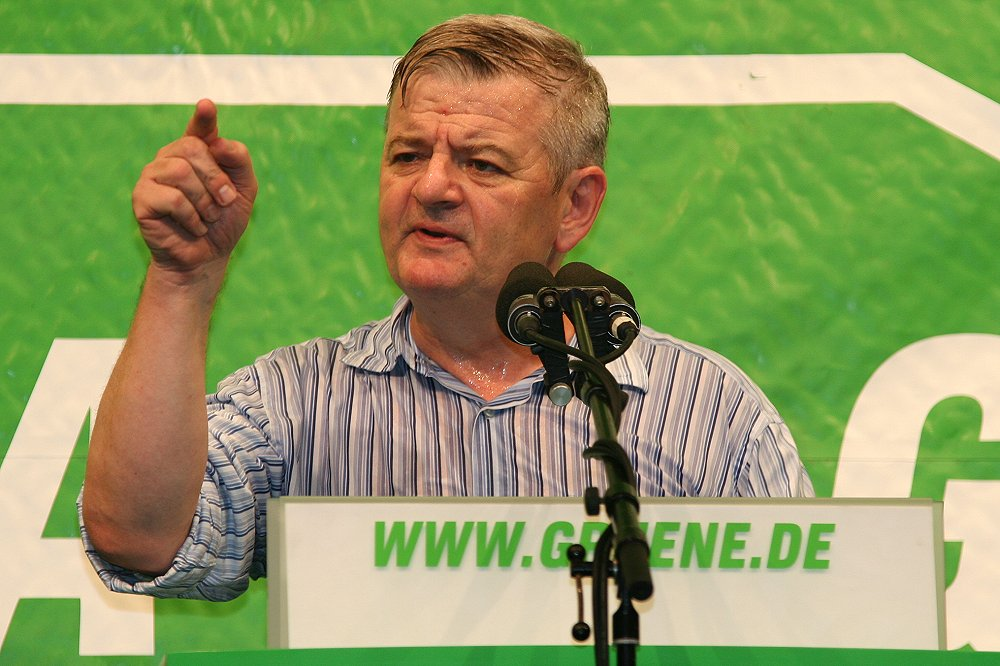
選挙演説するフィッシャー（2005年9月10日）

2005年9月の連邦議会選挙の結果、同盟90/緑の党が閣外に去ることが決まると、フィッシャーは世代交代を理由に政界引退を表明した。シュレーダー政権が退陣した2005年10月18日に副首相・外相を辞任（11月22日まで暫定的に在任）、翌2006年6月、同盟90/緑の党幹事会に最後の出席。9月1日、連邦議会議員を辞職した。
政界引退後はゴールドマン・サックスなどで講演する生活だったが、2006年9月には米国プリンストン大学の国際経済研究員および客員教授に就く。2007年には自らの名を冠した経営コンサルタント会社を設立。ジョージ・ソロスが設立する国際問題ヨーロッパ財団の代表にも就任。同じくソロスが出資するプロジェクト・シンジケートの中心メンバーでもある。また、ハイファ大学およびテルアビブ大学から名誉博士号を受けている。EU改革を訴えてるスピネッリ・グループにも参加している。

### 人物
フィッシャーには5度の結婚歴があり、最近のものは2005年10月の28歳年下の亡命イラン人二世の女性との結婚である。1980年代に結婚していた二番目の妻との間に一男一女があり、2005年4月に初孫が誕生した。彼はジョギングやサッカーが好きなスポーツマンでもある。
2006年以降、フィッシャーはベルリン、シャルロッテンブルク＝ヴィルマースドルフ区の高級住宅街であるグルーネヴァルトに居住している。

## 著書
（環境や政治に関するものなど多数あるが、一部の自伝のみ挙げる）
- Die rot-grünen Jahre. Deutsche Außenpolitik - vom Kosovo bis zum 11. September. Kiepenheuer & Witsch, Köln 2007, ISBN 3-462-03771-4
- Die Rückkehr der Geschichte. Die Welt nach dem 11. September und die Erneuerung des Westens. Kiepenheuer & Witsch, Köln 2005, ISBN 3-462-03035-3
- Mein langer Lauf zu mir selbst. Knaur, München 2003, ISBN 3-426-62208-4

## 語録
- 「失礼ながら、議長閣下、あなたは大馬鹿者 (Arschloch) だ！」－1984年10月18日、同僚議員が退場させられた時に連邦議会副議長に対して飛ばしたヤジ
- 「ドイツ統一への欲求は危険な幻想だと思う。基本法前文にある再統一という目標は削除されるべきだ」－1989年7月29日、『ディ・ヴェルト』紙にドイツ再統一反対を表明
- 「第二次世界大戦でヒトラーの兵士が荒らしたかの地での紛争を、ドイツ兵が激化させることはあっても、緊張を緩和させることは決してないと確信している」－1994年12月30日、ボスニア紛争でのドイツ連邦軍の平和維持軍参加についてのコメント
- 「あなたはいい意味でも悪い意味でも『歴史』であります。あなたが常々望んでいたように。しかし将来はそうではない。150 kgの肉塊にすぎない『過去』になるでしょう」－1995年11月9日、ヘルムート・コール首相に対する質疑での発言
- 「何でもありだよ。あなたみたいに馬鹿げた質問をすることもね」－1998年、マラソン大会参加中、開始直前にテレビのリポーターに「リタイアする可能性もありますか？」と聞かれて
- 「一度ドイツに、たとえばベルリンに来てごらんなさい。ベルリンはトルコ国外では最大のトルコ人の街です。そしてそこで我々は共存している」－2004年6月22日、アル＝アラビーヤのインタビューで
- 「私はドイツ政治で最後のライブ・ロックンローラーだった。これからはどの党もプレイバック（懐古）世代ばかりだ」ー2005年9月22日、政界引退を表明して